# Katarzyna Melsztyńska
Katarzyna z Melsztyńskich herbu Leliwa (ur. przed 1395, zm. 23 marca zap. 1467) – marszałkówna nadworna, wojewodzianka krakowska, starościanka biecka i krakowska, księżna mazowiecka, kasztelanowa wojnicka i krakowska, wojewodzina sandomierska, starościna sieradzka i krakowska. 

## Życiorys
Była córką Spytka Melsztyńskiego i Elżbiety Lackfi. Przed 19 marca 1408 została żoną Janusza, syna księcia mazowieckiego Janusza I Starszego. Pierwszy mąż Katarzyny zmarł w październiku lub listopadzie 1422. Zapewne w 1423 Katarzyna wyszła za mąż za wojewodę sandomierskiego, a następnie kasztelana i starostę krakowskiego Mikołaja z Michałowa i Kurozwęk, zwanego Białuchą. Biułcha zmarł w drugiej połowie 1438. 
Katarzyna Melsztyńska zmarła, zgodnie z przekazem Nekrologu dominikanów krakowskich 23 marca. Po raz ostatni jako żyjąca występuje w aktach kapitulnych w styczniu 1467, zaś już 29 września 1468 jest wymieniana jako zmarła. Zmarła zatem najprawdopodobniej w 1467. Została pochowana w kościele dominikańskim pod wezwaniem Świętej Trójcy w Krakowie. Zarówno z pierwszego, jak i z drugiego małżeństwa Katarzyna nie doczekała się potomstwa.